# Önkéntes beleegyezés
Köznapi értelemben a beleegyezés egy minden befolyástól mentes kinyilvánítása az egyéni akaratnak. Az egyéni önrendelkezés alkotmányos elvéből következik, hogy az egyéni érdek (bizonyos törvényes korlátoktól eltekintve) elsőbbséget élvez a társadalom vagy mások érdekeivel szemben. A beleegyezés egy jogi eszköz, amellyel az egyén ezt az elsőbbségi jogát gyakorolja. Az önrendelkezésnek számos területe ismert.

## Beleegyezés az adatkezelésbe
Az önkéntes beleegyezés egy eszköz, amellyel egy önálló, döntésre képes személy felügyeletet gyakorolhat bizalmas információinak terjesztése felett. Az érvényes beleegyezés megköveteli, hogy az érintettet előzetesen felvilágosítsák arról, hogy milyen információt kívánnak felvenni, kezelni és továbbítani, illetve milyen célokból történik az adatkezelés. A beleegyezés választási lehetőséget is feltételez, ami azt jelenti, hogy az érintettnek, akitől a beleegyezést kérik, lehetősége kell legyen arra, hogy megtagadja vagy a megadott beleegyezését később visszavonja. Ha egy döntésképes személy visszautasítja a beleegyezést, akkor az információt nem lehet továbbítani, hacsak kivételesen, a beleegyezésen kívül más törvényes indok nem létezik.

## Beleegyezés az egészségügyben
A beleegyezés egy eszköz, amellyel egy önálló döntésre képes páciens felügyeletet gyakorolhat bizalmas egészségügyi információinak terjesztése felett. Az érvényes beleegyezés megköveteli, hogy a pácienst felvilágosítsák arról, hogy milyen információt kívánnak megosztani, és milyen célokból javasolják a megosztást. A beleegyezés választási lehetőséget is feltételez, ami azt jelenti, hogy a páciensnek, akitől a beleegyezést kérik, lehetősége kell legyen arra, hogy megtagadjon vagy visszavonjon egy ilyen beleegyezést. (Lásd 3.2.2)
Ha egy döntésképes páciens visszautasítja a beleegyezést, akkor az információt nem lehet továbbítani, hacsak kivételesen, a beleegyezésen kívül más indok nem létezik (lásd 3.4). Az egészségügyi szakembernek meg kell vitatnia a pácienssel azt, hogy miért gondolja azt, hogy adattovábbítás a páciens életfontosságú érdeke. Azonban sosem lehet indokolt az adattovábbítás egy döntésképes páciens létfontosságú érdekében, ha az visszautasította a beleegyezését a továbbításba, mivel a páciens egyedül, és nem az egészségügyi szakember az, aki eldönti hogy mi egy önálló döntésre képes páciens létfontosságú érdeke.